# Schizocidaris
Genre
Schizocidaris est un genre d'oursins de la famille des Cidaridae.

## Liste des espèces
Selon World Register of Marine Species (6 octobre 2015) :
- Schizocidaris assimilis Mortensen, 1903 -- Région malaise
- Schizocidaris fasciata Mortensen, 1927 -- îles Sulu
- Schizocidaris serrata (Mortensen, 1903) -- Philippines